# Engayrac
Engayrac település Franciaországban, Lot-et-Garonne megyében. Lakosainak száma 159 fő (2022. január 1.). Engayrac Bourg-de-Visa, Beauville, Dondas és Saint-Maurin községekkel határos.

## Népesség
A település népességének változása:
| Lakosok száma | 171  | 171  | 163  | 150  | 149  | 163  | 169  | 163  | 160  | 159  |
|               | 1968 | 1982 | 1990 | 2006 | 2013 | 2015 | 2017 | 2019 | 2020 | 2022 |